# محمدحسین امین‌الضرب
محمّدحسین امین‌الضّرب (زادهٔ ۱۲۵۱ خورشیدی تهران – درگذشتهٔ آذر ۱۳۱۱ خورشیدی تهران)، سرمایه‌دار ایرانی در دورهٔ قاجار و پهلوی، بانی صنعت برق در ایران و نمایندهٔ مجلس شورای ملی بود. امین‌الضرب در دورهٔ زمامداری مظفرالدین‌شاه اولین دستگاه تولید برق تهران را از روسیه خرید و به این شکل، برق وارد ایران شد و جای گاز را گرفت. به همین دلیل به او «پدر برق ایران» لقب داده‌اند. وی از سال ۱۳۰۶ تا ۱۳۱۱ ریاست اتاق تجارت تهران را بر عهده داشت.
البته در منابع دیگری قید شده که نخستين كارخانه برق  كشور  در سال  ۱۳۲۰  قمری در مشهد توسط حاج محمدباقر ميلاني به كار افتاده بود.

## زندگی
امین‌الضرب، فرزند محمدحسن امین‌الضرب و ماه بیگم‌خانم (دختر محمدحسین صراف اصفهانی) در سال ۱۲۸۹ قمری در تهران متولد شد. زبان فارسی، عربی و فرانسوی را نزد معلمان خصوصی فرا گرفت. او در تهران، برای مدتی نزد سید جمال‌الدین اسدآبادی زندگی می‌کرد و زبان عربی را به‌طور کامل از وی آموخت. پدرش از آنجایی که تاجر چیره‌دستی بود و فنون ضرب سکه را نیز در فرنگ آموخته بود، به عنوان مسئول ضرابخانهٔ شاهنشاهی در زمان ناصرالدین‌شاه منصوب شد اما مرگ ناصرالدین‌شاه برای او، بسیار ناگوار بود. چون در این زمان به خاطر تقلبی که در ضرب سکه کرده بود، به دستور مظفرالدین‌شاه دستگیر شد و به زندان افتاد. در این زمان محمدحسین امین‌الضرب در راه بازگشت از سفر فرنگ در سبزوار بود که خبر به زندان افتادن پدرش را به او رساندند. او بلافاصله به راه افتاد و خود را به تهران رساند و فعالیت‌های زیادی برای آزادی پدرش انجام داد. او به مرتضی‌قلی صنیع‌الدوله، داماد مظفرالدین‌شاه مراجعه کرد و با پرداخت جریمه و مبلغ چهل هزار تومان در آن زمان به خود مرتضی‌قلی صنیع‌الدوله، موجبات آزادی پدر را فراهم کرد. پدرش پس از آزادی، از سمت سرپرستی ضرابخانه شاهنشاهی عزل و خود صنیع‌الدوله عهده‌دار این مسئولیت شد. البته بعدها مشخص شد که تقلبی در کار نبوده و این دسیسه‌ای از طرف درباریان بوده‌است. نوادگان این خانواده اکنون لقب امین دارالضربی را به عنوان نام خانوادگی خود برگزیده‌اند.
محمدحسین امین‌الضرب، ۱۶ سال بیشتر نداشت که در حیاط منزل پدرش دست به فعالیت‌های تجاری و اقتصادی زد. او به ادامهٔ راه پدرش در تولید و ضرب سکه پرداخت و تا ۱۹ سالگی کل این کار را در دست گرفت. امین‌الضرب مانند پدر یکی از تجار معروف زمان خود بود و علاقهٔ زیادی به سفر، به خصوص برای تجارت داشت و به هر جا که سفر می‌کرد، توشه‌ای از تجارت اقتصادی را از آن کشور با خود به ارمغان می‌آورد. به همین خاطر، از جانب دربار و مظفرالدین‌شاه، بسیار مورد عنایت قرار گرفت.او در مسائل تجاری بسرعت پیشرفت می‌کرد و بشدت مورد توجه دربار شاه بود تا جایی که حتی پیشنهاد تأسیس بانک ملی را به مظفرالدین‌شاه داد. همچنین مقارن با انقلاب مشروطه نیز تجار تهران او را به عنوان نمایندهٔ مجلس برگزیدند و پس از تشکیل مجلس نیز، نمایندگان او را به عنوان نایب رئیس مجلس انتخاب کردند.

## رقابت صنعتی
او همچنین با وارد کردن ماشین‌های ابریشم‌کشی از فرانسه به ایران برای کارخانهٔ ابریشم، پا به رقابت صنعتی گذاشت اما در صنعت ابریشم، زیاد موفق نبود، چون در همان آغاز کار، نوعی انگل به مزارع شمال حمله کرد و محصولات آنجا را از بین برد و این امر، خسارات زیادی به صنعت ابریشم ایران وارد کرد. همچنین در صنعت ریلی و تأسیس راه‌آهن ایران نیز، فعالیت‌های زیادی از او به چشم می‌خورد.

## تأمین برق
قبل از آمدن برق به ایران، روشنایی خیابان‌ها و کوچه‌ها، یکی از مشکلات دولت وقت بود؛ در آن زمان مردم برای روشنایی از روغن یا نفت استفاده می‌کردند. برای اولین بار در ایران کارخانه‌ای دایر شد که روشنایی خیابان ناصریه و خیابان دراندرون (باب همایون فعلی) را با استفاده از گاز کاربیت تأمین می‌کرد. البته این روشنایی، مختص خیابان‌هایی بود که به دربار منتهی می‌شد و با اولین سفر ناصرالدین‌شاه به فرنگ، روشنایی به ایران آمد و خیابان‌های شهر را برای مدت کوتاهی روشن کرد اما پس از چند روز توسط اهالی قطع و خراب و روشنایی آن منحصر به اندرون دربار شد. در زمان مظفرالدین‌شاه، امین‌الضرب، اولین دستگاه تولید برق را از روسیه خریداری کرد و به این ترتیب برق به‌طور رسمی وارد ایران شد و جای گاز را گرفت؛ و خیابان‌های لاله‌زار، سعدی، شاه‌آباد و چراغ برق را روشن کرد. پس از چندی مردم شروع به قطع سیم‌ها و شکستن لامپ‌ها کردند. همچنین اکثر رجال و وزرا به برق امین‌الضرب، روی خوش نشان ندادند و معتقد بودند که به صنعت فرنگ نمی‌توان اعتماد کرد و احتمال این را می‌دادند که ناگهان خاموش شود به همین خاطر تا مدت‌ها نیز از چراغ‌های زنبوری خود برای روشنایی شب استفاده می‌کردند. امین‌الضرب برای مبارزه با این عقیده‌ها به مناسبت جشن نیمه شعبان تمام خیابان‌های امیریه را مزین به لامپ‌های رنگارنگ کرد و به تدریج عقیدهٔ مردم و رجال تغییر پیدا کرد. تا جایی که مردم بیماری سل و ارتباط آن با دود چراغ‌های نفتی و روغن‌سوز را بهانه‌ای برای بردن برق به خانه‌های خود قرار می‌دادند.
مصارف اولیهٔ برق تنها به چند ساعت از شب محدود می‌شد. مولدهای اولیه نیز با هیزم، زغال‌سنگ و چوب کار می‌کردند ولی بعدها جای خود را به مولدهای دیزلی دادند.
به دنبال وارد شدن برق به ایران و جا افتادن این صنعت بین مردم، در سال ۱۲۸۴، اداره‌ای در شهرداری تهران به نام (ادارهٔ روشنایی معابر) تأسیس شد. این اداره بعدها به (بنگاه برق) تغییر نام داد ولی همچنان زیر نظر شهرداری بود.
پس از این‌که برق به‌طور کامل در میان مردم جا افتاد و عقیده‌های کهنه، جای خود را به رضایت از نور داد، بنگاه برق، فردی را به عنوان مأمور دریافت پول مصرف برق براساس تعداد لامپ‌ها قرار داد که به او (تحصیلدار) می‌گفتند. تحصیلدار، بدون آن که کنتور یا چیزی شبیه آن در کار باشد، هر شب آمده و براساس تعداد لامپ‌ها از صاحبان آن‌ها پول می‌گرفت. در آن زمان لامپ‌هایی که معمول بود، لامپ‌های چهل واتی، لامپ‌های ۷۵ واتی و لامپ‌های صد واتی (یا واحد شمع که در آن زمان به‌کار می‌رفت) بود. قیمت مصرف لامپ‌های چهل شمعی چهار شاهی و مصرف لامپ‌های ۷۵ شمعی و صد شمعی به ترتیب هفت شاهی و ده شاهی بود. بعضی کسبه، برای پرداختن نکردن این مبلغ، ترفندهایی به کار می‌بردند.
اول شب لامپ کم‌وات زده و پس از رفتن تحصیلدار، لامپ پروات می‌بستند، یا این‌که ابتدا یکی، دو لامپ وصل می‌کردند و پس از رفتن تحصیلدار، سه، چهار لامپ دیگر اضافه می‌کردند. عده‌ای نیز دکان و مغازهٔ خود را هنگام آمدن تحصیلدار می‌بستند و پس از رفتن او، دوباره آن را باز می‌کردند و به این طریق از پرداخت مبلغ مصرف لامپ، شانه خالی می‌کردند.
کارخانهٔ برق از عصر، شروع به کار می‌کرد تا آخر شب. البته این صنعت نیز مانند سایر صنایع وارداتی به ایران، ابتدا مختص دربار، رجال و سرمایه‌داران بود ولی کم‌کم به صورت عمومی درآمد و خانه‌ها و خیابان‌ها را روشن کرد.
این کارخانه در زمان خود، تبدیل به کارخانه‌ای معتبر شد. موتور این کارخانه، به‌وسیلهٔ نفت کار می‌کرد و برق ۱۱۰ ولت، تولید می‌کرد.
موتور تک سیلندری داشت که برای خنک کردن آن، آب در اطرافش گردش داشت. این کارخانه، فاقد دستگاه تقویتی بود که برق را به‌طور یکنواخت و یکسان توزیع و تنظیم کند، بنابراین برق اطراف کارخانه، تا حدی قوی بود که با چشم نمی‌شد به آن خیره شد ولی هرچه به فاصلهٔ آن از کارخانه اضافه می‌شد، نور آن نیز ضعیف‌تر می‌شد.

## پروندهٔ رشوه به نصرت‌الدوله فیروز
امین‌الضرب در انتخابات دورهٔ هفتم مجلس شورای ملی در سال ۱۳۰۷ به نمایندگی تهران انتخاب شد اما هیچ‌گاه در مجلس حضور نیافت چون درگیر پروندهٔ فیروز میرزا نصرت‌الدوله وزیر مالیه شد که در ۱۸ خرداد ۱۳۰۸ بازداشت و متهم شد که برای رفع توقیف املاک امین‌الضرب شانزده هزار تومان از او رشوه گرفته‌است. املاک او به دستور وزارت مالیه به دلیل بدهی‌اش به بانک ملی توقیف شده بود. امین‌الضرب در تحقیقات اعتراف کرد که به فیروز میرزا رشوه داده‌است.

## درگذشت
در دورهٔ بعدی مجلس (هشتم) امین‌الضرب بار دیگر نمایندهٔ تهران بود و در آبان ۱۳۱۱ پیش از پایان دوره، در انتخابات دورهٔ نهم نیز به نمایندگی انتخاب شد اما پیش از پایان دوره و پذیرش نمایندگی، در ۲۵ آذر ۱۳۱۱ خورشیدی بر اثر ابتلا به بیماری آسم درگذشت. هنگام اعلام خبر درگذشت امین‌الضرب در مجلس، حسین دادگر رئیس مجلس درباره‌اش گفت:

«فقید مرحوم به قدری محسنات و مکارم اخلاق داشت که بنده مرددم کدام یک از آن‌ها را به عنوان تذکر از آن مرحوم ذکر کنم. یقین دارم اگر از صمیمیت و پایداری ایشان در رفاقت و سیاست بیان کنم برای مذاکره در مجلس شورای ملی که به این دو صفت در اعضایش احتیاج مبرم دارد حسن تشخیص باشد. از پیدایش مشروطیت تا هنگام وفاتش، مرحوم مهدوی به آزادی و عدالت باوفا و صدیق بود و به این دوره نورانی و عصر درخشان پهلوی خادم و پایدار زیست. تمام ساعات این مرد خیرخواه مصروف کارهای اجتماعی و اقتصادی بود و این سیره و عادت تا آنجا دوام داشت که به کارهای شخصی خود نمی‌پرداخت و آنها را در درجه دوم می‌شناخت. به اوضاع حاضره در ترقیات باهره امروز ایمان و عقیده داشت و به پیشرفت امور وطنی خویش عملاً ابراز علاقه می‌کرد و در روش محکم خود لغزش و فتوری نداشت. به جرگه ما مهربان و برای همه نیکخواه بود. از زبان و عملش کسی را رنجه نمی‌کرد و با خیر و نیکی اخوت و الفت داشت».

بنا به وصیتش، او را در نجف به خاک سپردند. فرزندانش عبارت‌اند از: حسن، محسن، یحیی مهدوی و اصغر مهدوی.

## ثروت
از جمله دارایی‌های وی می‌توان باغ ضرابخانه در سلطنت‌آباد را نام برد که توسط دولت از این خانواده گرفته و به بانک مرکزی داده شد. برخی منابع ثروت امین‌الضرب را در آن دوران، ۲۵ میلیون تومان تخمین زده‌اند.